# Martin Behringer
Martin Werner Behringer (* 1971) ist ein deutscher Politiker (Freie Wähler). Er ist seit Oktober 2023 Abgeordneter im Bayerischen Landtag.

## Werdegang
Martin Behringer ist ausgebildeter Bäcker und Konditor.

## Politik
Martin Behringer wurde 2002 zum hauptamtlichen 1. Bürgermeister der Gemeinde Thurmansbang gewählt und bei den Kommunalwahlen 2008, 2014 und 2020 im Amt bestätigt. Nach seiner Wahl in den Landtag gab er das Bürgermeisteramt auf, sein Nachfolger Stefan Wagner (CSU) wurde im März 2024 vereidigt. Zudem ist er Mitglied im Kreistag des Landkreises Freyung-Grafenau, seit 2014 als Fraktionsvorsitzender der Freien Wähler. Außerdem ist er Vorsitzender der Bürgerinitiative gegen ein Atommüllendlager im Saldenburger Granit.
Bei der Bundestagswahl 2021 war er Direktbewerber der Freien Wähler im Wahlkreis Deggendorf; seine Partei verfehlte den Einzug in den Bundestag. Bei der Landtagswahl in Bayern am 8. Oktober 2023 wurde er mit den drittmeisten Stimmen seiner Partei im Wahlkreis Niederbayern in den Landtag gewählt.
Bei den Freien Wählern ist er Vorsitzender der Kreisgruppe Freyung-Grafenau und stellvertretender Vorsitzender im Bezirk Niederbayern.

## Ehrenämter
Behringer ist Vorsitzender des Trägervereins der Landvolkshochschule Niederalteich. Außerdem ist er Vorsitzender der Katholischen Erwachsenenbildung (KEB) in der Diözese Passau, wo er als Person des öffentlichen Lebens auch Mitglied im Diözesanrat ist.